# Związek gmin Tannhausen
Związek gmin Tannhausen – związek gmin (niem. Gemeindeverwaltungsverband) w Niemczech, w kraju związkowym Badenia-Wirtembergia, w rejencji Stuttgart, w regionie Ostwürttemberg, w powiecie Ostalb. Siedziba związku znajduje się w miejscowości Tannhausen, przewodniczącym jego jest Manfred Haase.
Związek zrzesza 3 gminy:
- Stödtlen, 1 981 mieszkańców, 31,19 km²
- Tannhausen, 1 835 mieszkańców, 17,73 km²
- Unterschneidheim, 4 600 mieszkańców, 68,06 km²